# Wurzelhals- und Stängelfäule
Die Wurzelhals- und Stängelfäule (Leptosphaeria maculans, anamorph Phoma lingam) ist eine Pilzinfektion bei Pflanzen.
Die Krankheit ist in ihrer ertragsmindernden Bedeutung sehr schwer zu beurteilen. Von weißen Flecken auf den Blättern im Herbst über Einschnürungen am Wurzelhals (vorzeitiges Absterben) bis zu mehr oder weniger dunkel umrandeten Flecken auf dem Stängel und später auch auf den Schoten reicht die Vielfalt der Befallssymptome des Phoma-Pilzes. Gemeinsam ist, dass in allen Flecken nach dem Ausbleichen zahlreiche kleine schwarze Pyknidien (Sporenträger) entstehen, aus denen durch Sporen die weitere Verbreitung im Bestand erfolgt. Hauptinfektionsquelle für den im Herbst neu auflaufenden Raps sind alte Stroh- und Stoppelreste. Da die Infektion des Rapses im Herbst vom Auflauf bis zum Winterbeginn möglich ist, gibt es noch keinen optimalen Behandlungstermin für zugelassene Fungizide. Der Herbstbefall gilt als gefährlicher, da durch frühzeitige Wurzelhalsvermorschung befallene Pflanzen vorzeitig absterben können. Ein Befall nach dem Winter gilt als weniger ertragsbeeinflussend. Die Befallseinschätzung von Phoma wird durch die sehr starke Ausgleichskraft der Rapspflanze zusätzlich erschwert.

## Bekämpfung
Die Bekämpfung dieser Krankheit mit toleranten Sorten ist zurzeit ökonomisch erfolgversprechender als der Einsatz von Chemie.
Auch die Bekämpfung von Erdflöhen und Stängelrüsslern kann hilfreich sein.
Die Stellung von Raps in der Fruchtfolge ist für diese Krankheit nicht bedeutend.